# Fußball-Asienmeisterschaft der Frauen 2026/Qualifikation
Die Qualifikation zur Fußball-Asienmeisterschaft der Frauen 2026 fand vom 23. Juni bis zum 19. Juli 2025 statt. Es nahmen 34 der insgesamt 47 Mitgliedsverbände der AFC teil. Neben Gastgeber Australien waren auch die drei besten Mannschaften des Turniers 2022 in Indien – China, Südkorea und Japan – direkt qualifiziert. Die Endrunde wird wie seit 2022 üblich mit 12 Mannschaften ausgetragen.

## Modus
Die Gruppenauslosung fand am 27. März 2025 in Kuala Lumpur statt. Die 34 angemeldeten Mannschaften wurden entsprechend ihrer Platzierungen in der FIFA-Weltrangliste vom 6. März 2025 in fünf Lostöpfe aufgeteilt und in zwei Fünfer- und sechs Vierergruppen gelost. Die acht bei der Auslosung als Gastgeber einer Gruppe vorgesehenen Mannschaften wurden in verschiedene Gruppen gelost. Mit Bhutan, Kambodscha, Osttimor, Saudi-Arabien, Sri Lanka und Turkmenistan nahmen sechs Mannschaften zum ersten Mal an der Qualifikation für die Asienmeisterschaft teil. Nicht gemeldet wurden Afghanistan, Brunei, der Jemen, Katar, Kuwait, Macau, die Nördlichen Marianen, der Oman und Syrien.
Die Spiele fanden vom 23. Juni bis zum 5. Juli 2025 statt. Die Gruppe A musste jedoch aufgrund der unsicheren Lage im Gastgeberland durch den israelisch-iranischen Krieg verschoben werden und fand vom 7. bis zum 19. Juli 2025 statt. Die Gruppen wurden als Miniturniere ausgetragen, bei denen je einer der Teilnehmer als Gastgeber einer Gruppe fungierte. Jede Mannschaft spielte einmal gegen jede andere ihrer Gruppe. Die acht Gruppensieger qualifizierten sich für die Endrunde.

## Gruppeneinteilung
| Gruppe A           | Gruppe B   | Gruppe C      | Gruppe D       |
| ------------------ | ---------- | ------------- | -------------- |
| Iran               | Thailand   | Myanmar       | Chinese Taipei |
| Jordanien          | Indien     | Bahrain       | Indonesien     |
| Libanon            | Mongolei   | Bangladesch   | Kirgisistan    |
| Singapur           | Osttimor   | Turkmenistan  | Pakistan       |
| Bhutan             | Irak       |               |                |
| Gruppe E           | Gruppe F   | Gruppe G      | Gruppe H       |
| Vietnam            | Usbekistan | Philippinen   | Nordkorea      |
| Guam               | Nepal      | Hongkong      | Malaysia       |
| Ver. Arab. Emirate | Laos       | Kambodscha    | Palästina      |
| Malediven          | Sri Lanka  | Saudi-Arabien | Tadschikistan  |

## Gruppen

### Gruppe A
Die Spiele fanden alle in Jordanien statt.
Tabelle
| Pl. | Land      | Sp. | S | U | N | Tore    | Diff. | Punkte |
| --- | --------- | --- | - | - | - | ------- | ----- | ------ |
| 1.  | Iran      | 4   | 3 | 0 | 1 | 014:500 | +9    | 09     |
| 2.  | Jordanien | 4   | 3 | 0 | 1 | 013:200 | +11   | 09     |
| 3.  | Bhutan    | 4   | 2 | 0 | 2 | 006:130 | −7    | 06     |
| 4.  | Libanon   | 4   | 2 | 0 | 2 | 005:700 | −2    | 06     |
| 5.  | Singapur  | 4   | 0 | 0 | 4 | 002:130 | −11   | 0      |

Spielergebnisse
| 07.07.2025 | Amman | Bhutan   | – | Singapur  | 3:2 (1:2) |
| 07.07.2025 | Amman | Libanon  | – | Jordanien | 0:4 (0:3) |
| 10.07.2025 | Amman | Singapur | – | Iran      | 0:4 (0:1) |
| 10.07.2025 | Amman | Bhutan   | – | Libanon   | 2:1 (1:0) |
| 13.07.2025 | Amman | Iran     | – | Bhutan    | 7:1 (4:1) |

### Gruppe B
Die Spiele fanden alle in Thailand statt.
Tabelle
| Pl. | Land     | Sp. | S | U | N | Tore    | Diff. | Punkte |
| --- | -------- | --- | - | - | - | ------- | ----- | ------ |
| 1.  | Indien   | 4   | 4 | 0 | 0 | 024:100 | +23   | 12     |
| 2.  | Thailand | 4   | 3 | 0 | 1 | 023:200 | +21   | 09     |
| 3.  | Osttimor | 4   | 1 | 1 | 2 | 003:900 | −6    | 04     |
| 4.  | Irak     | 4   | 1 | 1 | 2 | 005:140 | −9    | 04     |
| 5.  | Mongolei | 4   | 0 | 0 | 4 | 003:320 | −29   | 0      |

Spielergebnisse
| 23.06.2025 | Don Kaeo | Mongolei | – | Indien   | 0:13 (0:4) |
| 23.06.2025 | Don Kaeo | Irak     | – | Osttimor | 0:0        |
| 26.06.2025 | Don Kaeo | Irak     | – | Mongolei | 5:2 (4:2)  |
| 26.06.2025 | Don Kaeo | Osttimor | – | Thailand | 0:4 (0:3)  |
| 29.06.2025 | Don Kaeo | Indien   | – | Osttimor | 4:0 (1:0)  |

### Gruppe C
Die Spiele fanden alle in Myanmar statt.
Tabelle
| Pl. | Land         | Sp. | S | U | N | Tore    | Diff. | Punkte |
| --- | ------------ | --- | - | - | - | ------- | ----- | ------ |
| 1.  | Bangladesch  | 3   | 3 | 0 | 0 | 016:100 | +15   | 09     |
| 2.  | Myanmar      | 3   | 2 | 0 | 1 | 015:200 | +13   | 06     |
| 3.  | Bahrain      | 3   | 0 | 1 | 2 | 002:150 | −13   | 01     |
| 4.  | Turkmenistan | 3   | 0 | 1 | 2 | 002:170 | −15   | 01     |

Spielergebnisse
| 29.06.2025 | Rangun | Myanmar      | – | Turkmenistan | 8:0 (4:0) |
| 29.06.2025 | Rangun | Bahrain      | – | Bangladesch  | 0:7 (0:5) |
| 02.07.2025 | Rangun | Turkmenistan | – | Bahrain      | 2:2 (0:0) |

### Gruppe D
Die Spiele fanden alle in Indonesien statt.
Tabelle
| Pl. | Land           | Sp. | S | U | N | Tore    | Diff. | Punkte |
| --- | -------------- | --- | - | - | - | ------- | ----- | ------ |
| 1.  | Chinese Taipei | 3   | 3 | 0 | 0 | 013:100 | +12   | 09     |
| 2.  | Pakistan       | 3   | 2 | 0 | 1 | 004:900 | −5    | 06     |
| 3.  | Indonesien     | 3   | 1 | 0 | 2 | 002:400 | −2    | 03     |
| 4.  | Kirgisistan    | 3   | 0 | 0 | 3 | 001:600 | −5    | 0      |

Spielergebnisse
| 29.06.2025 | Kelapa Dua | Chinese Taipei | – | Pakistan       | 8:0 (3:0) |
| 29.06.2025 | Kelapa Dua | Indonesien     | – | Kirgisistan    | 1:0 (0:0) |
| 02.07.2025 | Kelapa Dua | Kirgisistan    | – | Chinese Taipei | 0:3 (0:1) |

### Gruppe E
Die Spiele fanden alle in Vietnam statt.
Tabelle
| Pl. | Land               | Sp. | S | U | N | Tore    | Diff. | Punkte |
| --- | ------------------ | --- | - | - | - | ------- | ----- | ------ |
| 1.  | Vietnam            | 3   | 3 | 0 | 0 | 017:000 | +17   | 09     |
| 2.  | Ver. Arab. Emirate | 3   | 1 | 1 | 1 | 005:600 | −1    | 04     |
| 3.  | Guam               | 3   | 1 | 1 | 1 | 003:400 | −1    | 04     |
| 4.  | Malediven          | 3   | 0 | 0 | 3 | 000:150 | −15   | 0      |

Spielergebnisse
| 29.06.2025 | Việt Trì | Guam      | – | Ver. Arab. Emirate | 0:0       |
| 29.06.2025 | Việt Trì | Vietnam   | – | Malediven          | 7:0 (6:0) |
| 02.07.2025 | Việt Trì | Malediven | – | Guam               | 0:3 (0:1) |

### Gruppe F
Die Spiele fanden alle in Usbekistan statt.
Tabelle
| Pl. | Land       | Sp. | S | U | N | Tore    | Diff. | Punkte |
| --- | ---------- | --- | - | - | - | ------- | ----- | ------ |
| 1.  | Usbekistan | 3   | 2 | 1 | 0 | 020:300 | +17   | 07     |
| 2.  | Nepal      | 3   | 2 | 1 | 0 | 020:300 | +17   | 07     |
| 3.  | Laos       | 3   | 1 | 0 | 2 | 002:160 | −14   | 03     |
| 4.  | Sri Lanka  | 3   | 0 | 0 | 3 | 000:200 | −20   | 0      |

Spielergebnisse
| 29.06.2025 | Taschkent | Nepal      | – | Laos      | 9:0 (2:0)  |
| 29.06.2025 | Taschkent | Usbekistan | – | Sri Lanka | 10:0 (5:0) |
| 02.07.2025 | Taschkent | Sri Lanka  | – | Nepal     | 0:8 (0:4)  |

### Gruppe G
Die Spiele fanden alle in Kambodscha statt.
Tabelle
| Pl. | Land          | Sp. | S | U | N | Tore    | Diff. | Punkte |
| --- | ------------- | --- | - | - | - | ------- | ----- | ------ |
| 1.  | Philippinen   | 3   | 3 | 0 | 0 | 010:000 | +10   | 09     |
| 2.  | Hongkong      | 3   | 1 | 1 | 1 | 002:200 | ±0    | 04     |
| 3.  | Kambodscha    | 3   | 1 | 1 | 1 | 003:800 | −5    | 04     |
| 4.  | Saudi-Arabien | 3   | 0 | 0 | 3 | 001:600 | −5    | 0      |

Spielergebnisse
| 29.06.2025 | Phnom Penh | Philippinen   | – | Saudi-Arabien | 3:0 (1:0) |
| 29.06.2025 | Phnom Penh | Hongkong      | – | Kambodscha    | 1:1 (1:0) |
| 02.07.2025 | Phnom Penh | Saudi-Arabien | – | Hongkong      | 0:1 (0:0) |

### Gruppe H
Die Spiele fanden alle in Tadschikistan statt.
Tabelle
| Pl. | Land          | Sp. | S | U | N | Tore    | Diff. | Punkte |
| --- | ------------- | --- | - | - | - | ------- | ----- | ------ |
| 1.  | Nordkorea     | 3   | 3 | 0 | 0 | 026:000 | +26   | 09     |
| 2.  | Malaysia      | 3   | 2 | 0 | 1 | 002:600 | −4    | 06     |
| 3.  | Palästina     | 3   | 1 | 0 | 2 | 003:110 | −8    | 03     |
| 4.  | Tadschikistan | 3   | 0 | 0 | 3 | 000:140 | −14   | 0      |

Spielergebnisse
| 29.06.2025 | Duschanbe | Malaysia  | – | Palästina     | 1:0 (0:0)  |
| 29.06.2025 | Duschanbe | Nordkorea | – | Tadschikistan | 10:0 (8:0) |
| 02.07.2025 | Duschanbe | Palästina | – | Nordkorea     | 0:10 (0:6) |